# Semiothisa sherrata
Semiothisa sherrata är en fjärilsart som beskrevs av Swinhoe 1904. Semiothisa sherrata ingår i släktet Semiothisa och familjen mätare. Inga underarter finns listade i Catalogue of Life.